# القوه
ال قوه یک منطقهٔ مسکونی در عربستان سعودی است که در استان جازان واقع شده‌است.